# Diecezja Naszik
Diecezja Naszik – diecezja rzymskokatolicka w Indiach. Została utworzona w 1987 z terenu diecezji Poona.

## Ordynariusze
- Thomas Bhalerao, S.J. † (1987–2007)
- Felix Anthony Machado (2008–2009)
- Lourdes Daniel (2010–2023)
- Barthol Barretto (od 2024)